# Сант'Алесандро (Варезе)
Сант'Алесандро је насеље у Италији у округу Варезе, региону Ломбардија.
Према процени из 2011. у насељу је живело 354 становника. Насеље се налази на надморској висини од 342 м.